# Rlogind
Rlogind es un demonio (proceso servidor en background) que escucha peticiones rsh en el puerto TCP 513 y las ejecuta. Se usa para permitir acceso en el ordenador a los comandos remotos.
Actualmente está en desuso por la aparición de alternativas más seguras como ssh.
- Datos: Q6109327